# Museo del tessile e del costume
Il Museo del tessile e del costume di Spoleto è un sito museale inserito nella rete interregionale umbro-marchigiana denominata Sistema museo. Nasce a seguito della donazione di Lucia Portoghesi, a favore del comune di Spoleto, della sua collezione personale composta da reperti tessili che vanno dal XIV al XX secolo.
Il patrimonio in esso custodito consente di ripercorrere l'evoluzione del costume dal XIV al XX secolo e di osservare da vicino le diverse tecniche decorative della storia della moda.
I manufatti provengono da tutte le regioni italiane e da numerosi paesi esteri quali: Stati Uniti, Francia, Inghilterra, Austria, Paesi balcanici, Isole dell'Egeo, Turchia, Persia, Cina e Russia.
Periodicamente al suo interno vengono organizzati percorsi tematici e laboratori didattici rivolti alle scuole del territorio. Dal 2010 è capofila del progetto regionale Musei che hanno stoffa - Le collezioni tessili nei musei dell'Umbria.

## Il palazzo
Il museo è ospitato al piano nobile di uno dei palazzi storici più importanti di Spoleto, in pieno centro storico, il palazzo Rosari-Spada. Edificato nei secoli XVII e XVIII, appartiene alla famiglia spoletina Rosari fino a metà del '600; successivamente nel 1664 viene acquisito dai marchesi Spada di Roma, eredi dei Rosari; nei primi anni del XIX secolo diventa proprietà della famiglia Marignoli. Le sontuose e ampie stanze ornate da soffitti a cassettoni e fregi murali, in precedenza hanno ospitato la pinacoteca comunale.

## Percorso espositivo
Il percorso si articola in cinque sale ed è organizzato secondo un criterio tematico.
- Prima sala: (Sala dei paramenti sacri), comprende una serie di pianete di varie epoche e un paliotto di manifattura fiorentina del XVI secolo realizzato in velluto di seta rosso cremisi, decorato con trame a bouclé in oro. Paliotto d'altare in velluto in seta

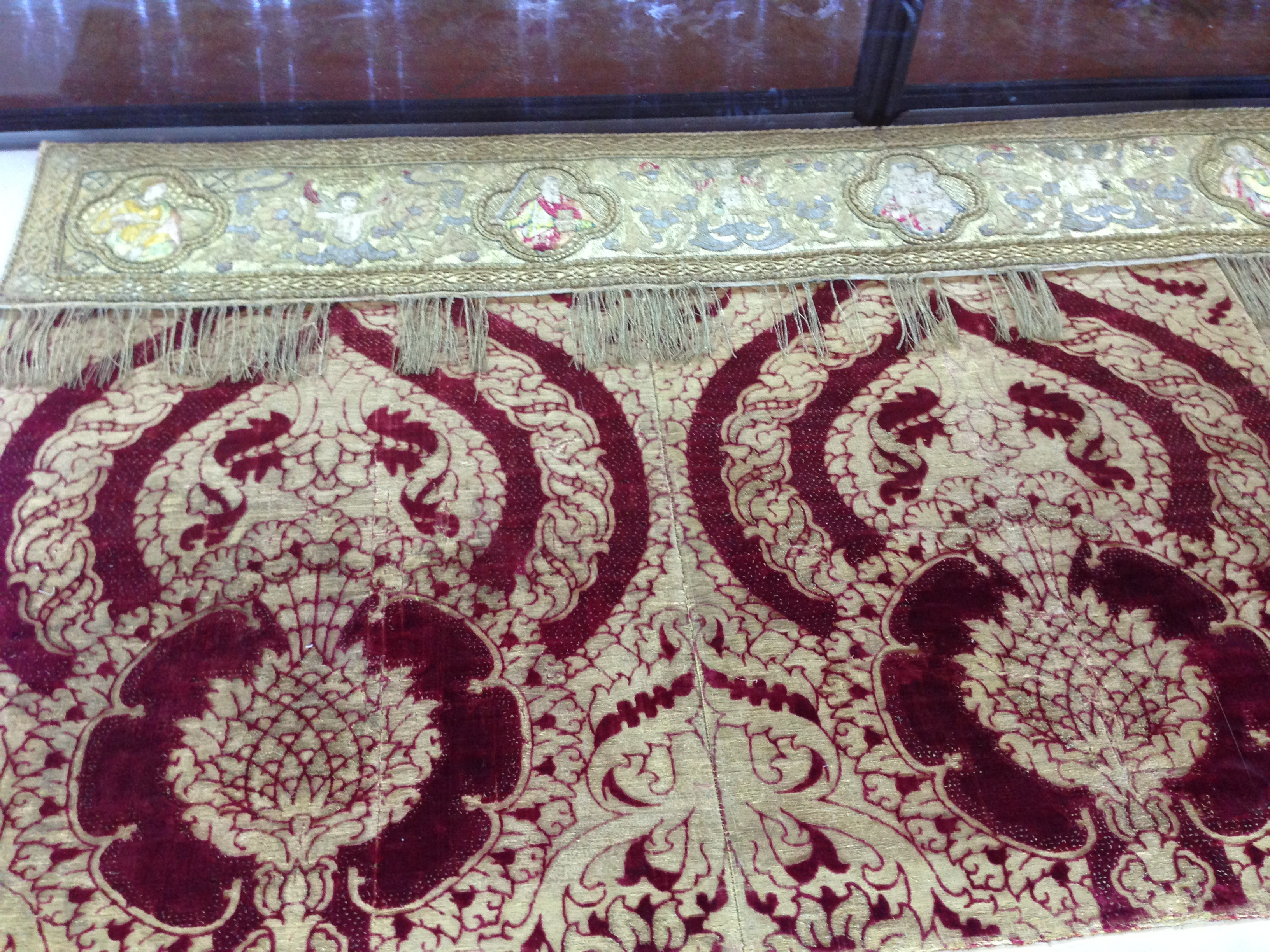
Paliotto d'altare in velluto in seta

- Seconda sala: (Sala del costume) custodisce numerosi elementi di abbigliamento maschile e femminile, tra cui un abito stile impero appartenuto ad Alexandrine de Bleschamp Bonaparte, cognata di Napoleone. Comprende inoltre: abiti dei priori della città, completi di copricapo, cravatte e catene d'oro; livree e gilet dei valletti comunali; divise della Marina Militare della prima metà del XX secolo. All'ultimo quarto del secolo XVIII appartiene una livrea da valletto di carrozza, realizzata in panno di tela di lana azzurro, ornata con galloni in seta e con stelle a otto punte.Livrea di valletto da carrozza, in panno di lana

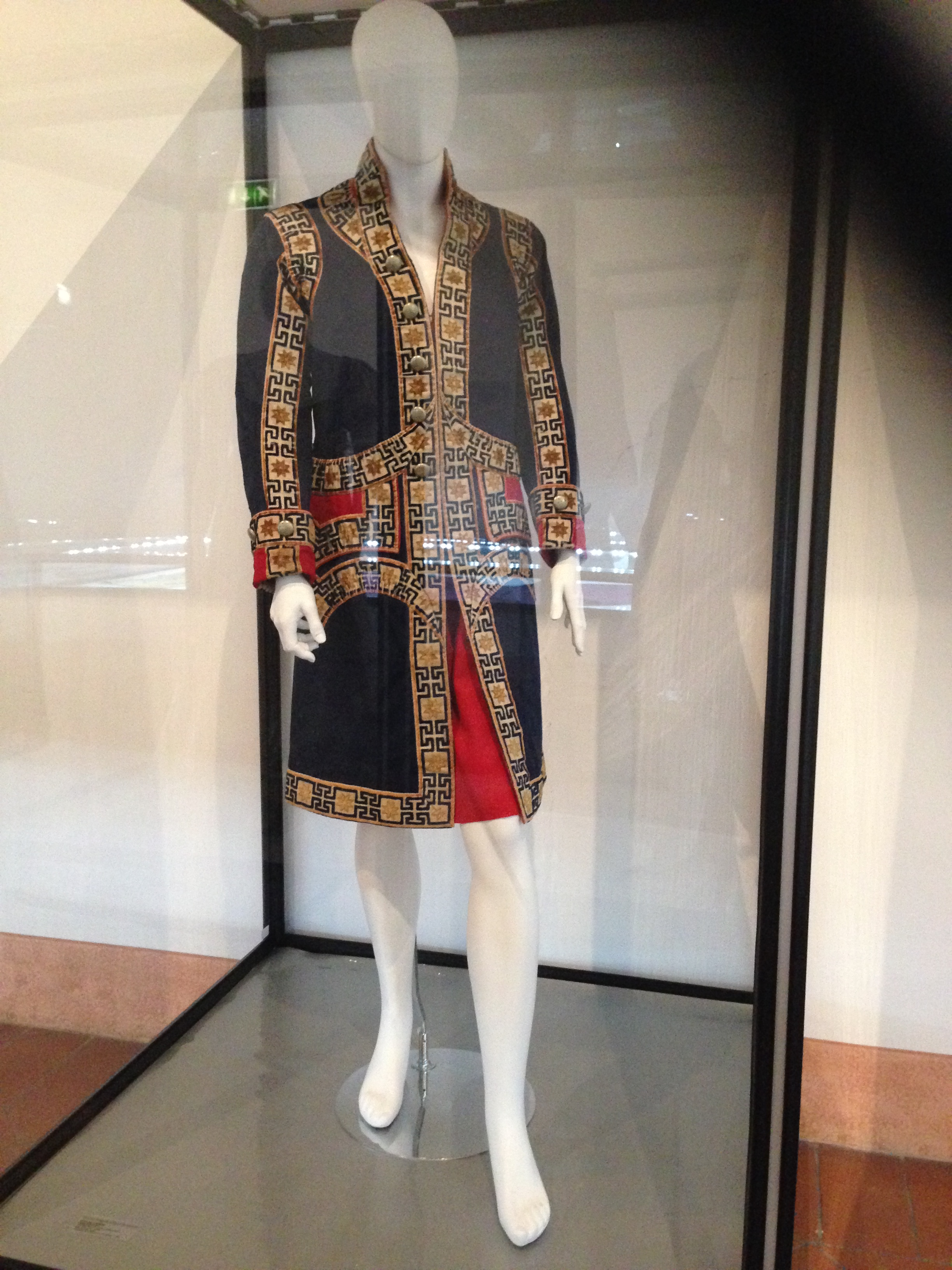
Livrea di valletto da carrozza, in panno di lana

- Terza sala: (Sala degli accessori) mostra una vasta gamma di cuffie, cappelli, scarpe, cravatte, borse, guanti, fazzoletti, calze, scialli, merletti e oggettistica varia. Copricapi del XIX secolo

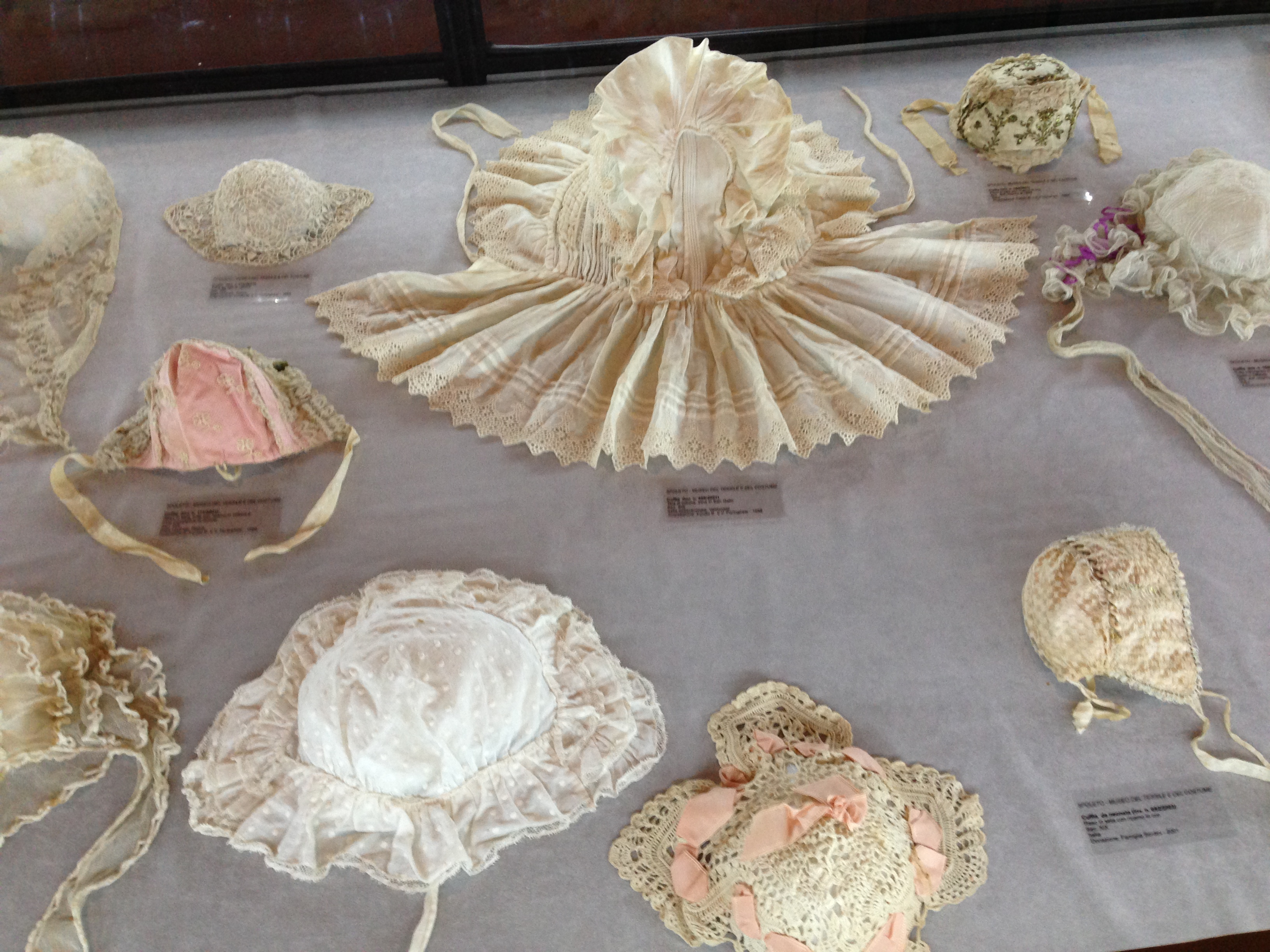
Copricapi del XIX secolo

- Quarta sala: (Sala dei tessuti operati) illustra la ricchezza e varietà di questo tipo di manufatti. La sezione è stata arricchita nell'ultimo trentennio grazie ad acquisti e donazioni; comprende tappezzerie da parete, tessuti d'arredamento, coperte, bandiere storiche, una serie di cinque arazzi provenienti dall'eredità della Regina Cristina di Svezia, successivamente acquistata dai Marchesi Collicola[4], e un raro tappeto persiano seicentesco.

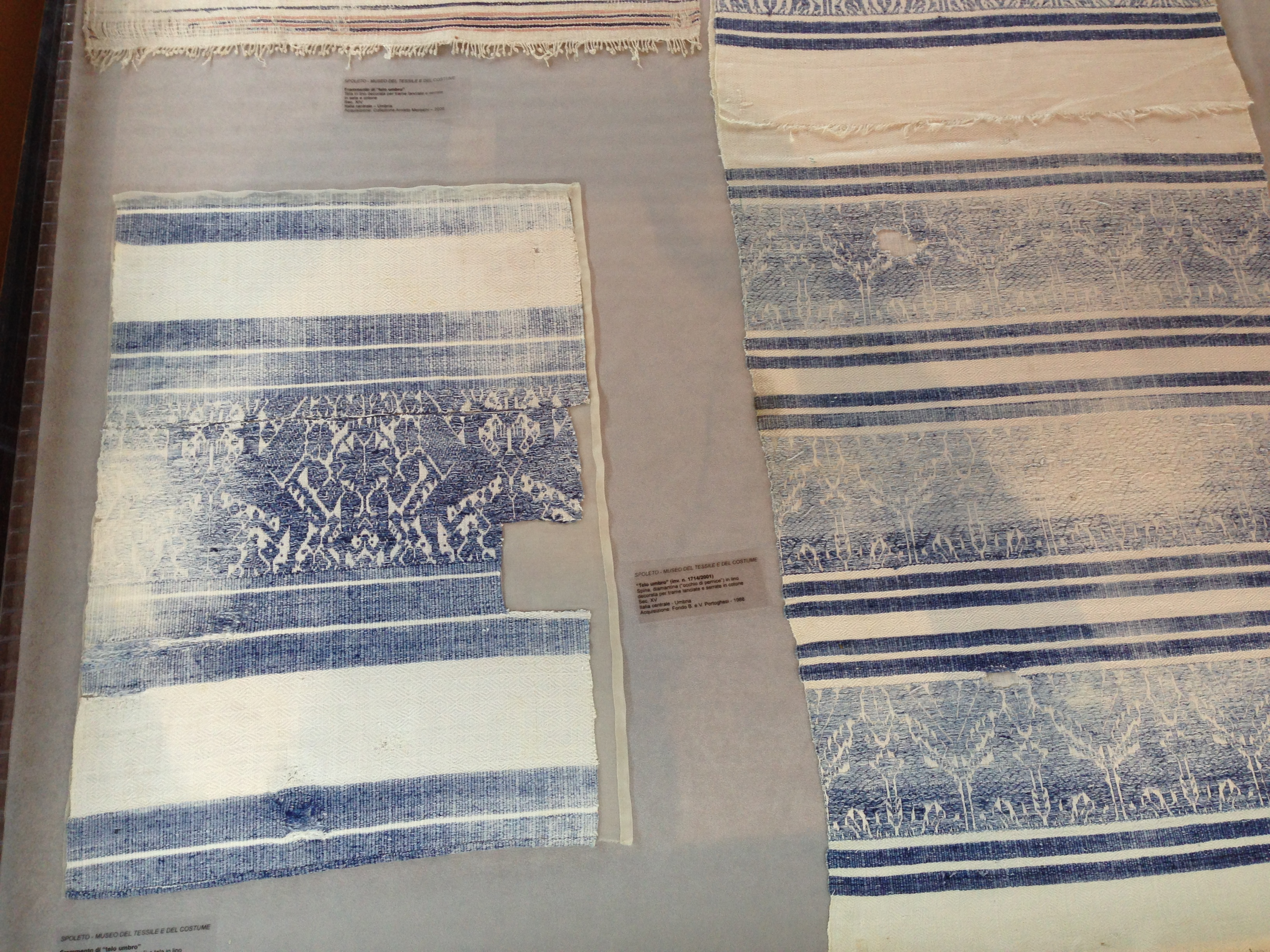
Tessuti perugini

- Quinta sala: (Sala dei tessuti locali) ospita tessuti di artigianato popolare provenienti da paesi dell'Umbria meridionale; interessanti i tessuti perugini, teli rettangolari bicromi con fondo in lino di colore avorio decorati a bande di cotone di colore indaco, raffiguranti soggetti vegetali, animali e architettonici. Tessuti peruginiLe antiche tovaglie perugine sono state molte volte riprodotte in pittura da artisti quali Leonardo da Vinci, il Ghirlandaio, Giotto, Duccio di Boninsegna, il Sassetta ed altri[5].

## Acquisti e donazioni
La raccolta si è costituita grazie a numerose donazioni e acquisti.
Inizialmente composta di soli 300 pezzi, si è poi arricchita con gli acquisti che il Comune di Spoleto ha effettuato negli anni '80: il "Fondo Bianca e Virgilio Portoghesi", costituito da oltre 1.500 pezzi databili tra il XIV ed il XX secolo, la raccolta di tessuti popolari umbri databili tra il XIV ed il XVIII secolo di Amleto Morosini, e i tessuti operati di Giuliano Angelini.
Nobili famiglie spoletine come gli Arroni hanno donato costumi femminili ed accessori del XIX e XX secolo; altrettanto hanno fatto il conte Cesare Zacchei Travaglini, che nel 1931 ha donato alcuni costumi appartenuti ad un suo avo, il conte Valerio, al servizio di Napoleone; Elio Panizzi ha contribuito con le divise della Marina Militare della prima metà del XX secolo; la marchesa Amalia Costa con i copricapi maschili e femminili; Maria Vittoria Sordini, nipote di Giuseppe Sordini, con duecentotrenta pezzi di manufatti tessili appartenuti alla famiglia. Si sono aggiunte più recentemente donazioni di Lina Caravani, Ester Giovacchini e Giovanna Silvestri.
Altri tessuti popolari provenienti da paesi dell'Umbria meridionale, databili tra il XVII ed il XIX secolo, provengono dalla generosa donazione del Fondo Lamberto Gentili, poi depositato dal Comune presso il Museo della Canapa di Sant'Anatolia di Narco, nell'ottica degli scambi culturali tra Comuni.
Tutto il patrimonio tessile donato e acquisito è stato inventariato, solo una parte di esso è esposto.
Vi sono custoditi anche costumi teatrali, libri, copioni e appunti di lavoro dei costumisti Marcel Escoffier e Enrico Sabbatini.